# Porte d’Orléans (Métro Paris)
Porte d’Orléans [pɔʁt(ə) dɔʁleɑ̃] ist eine unterirdische Station der Linie 4 der Pariser Métro.

## Lage
Die Station liegt im 14. Arrondissement von Paris unterhalb der Avenue du Général Leclerc und der Place du 25 Août 1944.

## Name

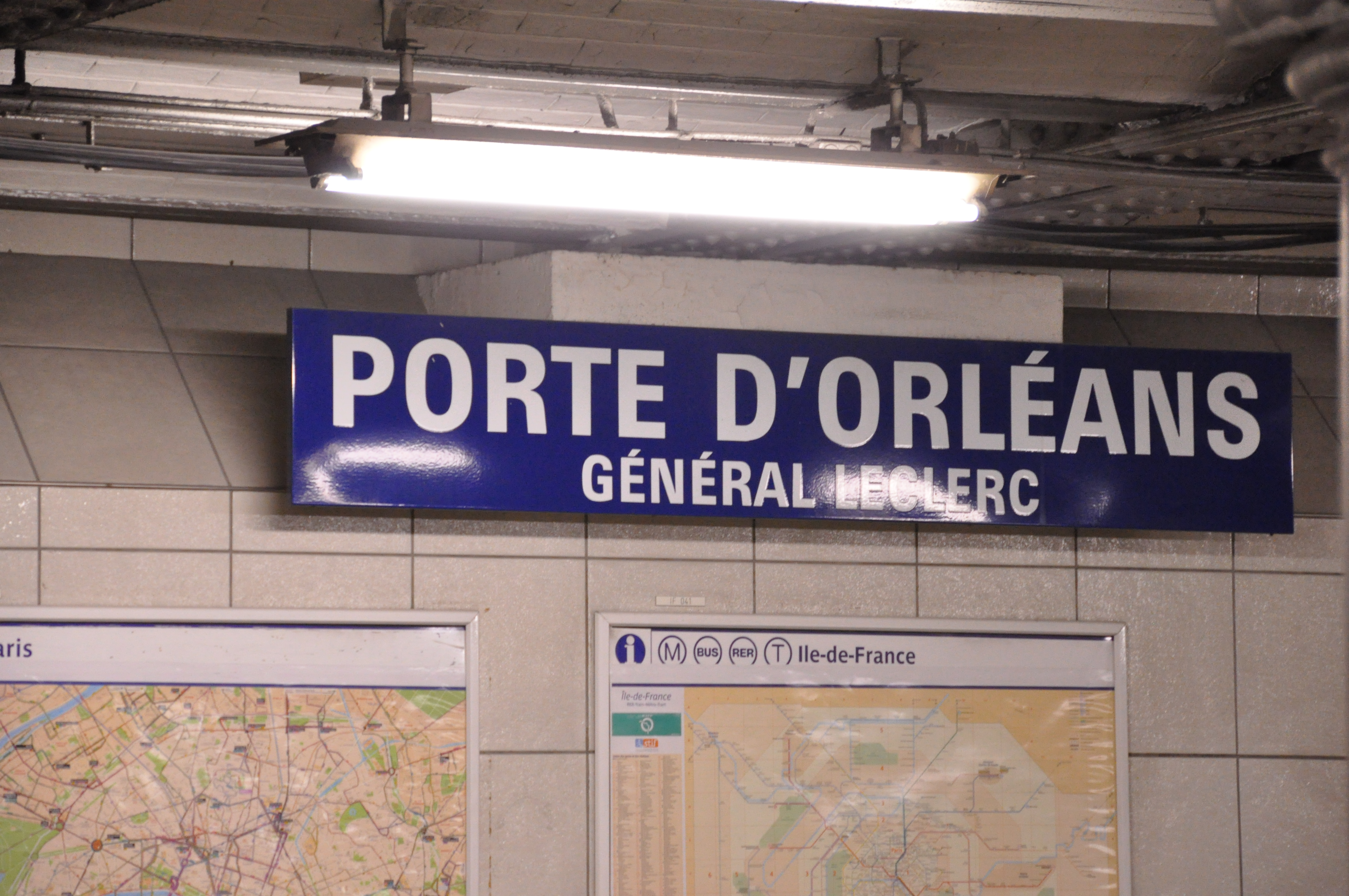
Stationsschild

Die Porte d’Orléans war eines der siebzehn Stadttore der Thiers’schen Stadtbefestigung, einem Mauerring, der als Befestigung der französischen Hauptstadt in den 1840er Jahren angelegt wurde. Nach dem Ersten Weltkrieg wurde die Mauer abgerissen. Die Stadt Orléans ist der Hauptort des Départements Loiret südlich von Paris.
Die Station trägt auf der Bahnsteigbeschilderung den Namenszusatz „Général Leclerc“. Jacques-Philippe Leclerc, eigentlich Philippe François Marie, comte de Hauteclocque, war ein französischer General im Zweiten Weltkrieg. 1952 wurde er postum zum Marschall von Frankreich ernannt.

## Geschichte und Beschreibung

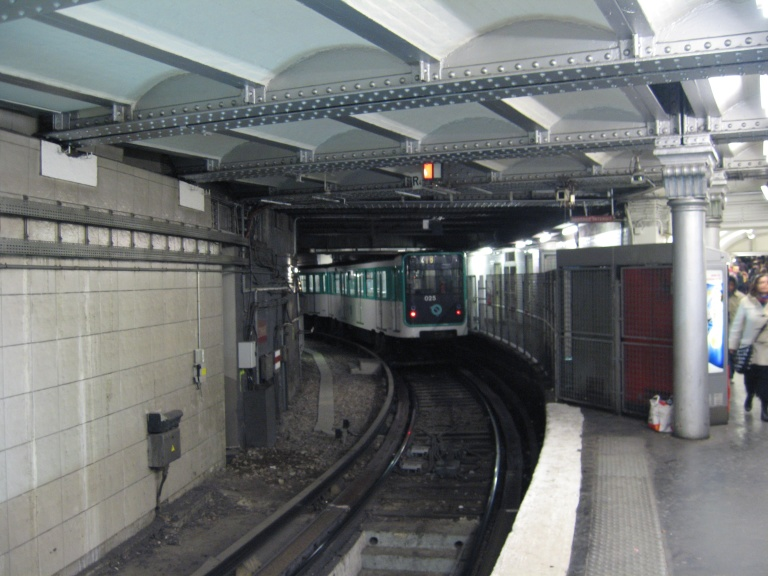
Aus der Endschleife einfahrender Zug auf dem 2013 aufgelassenen Gleis, 2008

Am 30. Oktober 1909, als der südliche Abschnitt der Linie 4 von Raspail bis Porte d’Orléans eröffnet wurde, wurde die Station in Betrieb genommen. Im Gegensatz zur damals üblichen Pariser Bauweise wurde der dreigleisige U-Bahnhof in einer offenen Baugrube errichtet und erhielt, statt eines gemauerten Gewölbes, eine Deckenkonstruktion aus Metallträgern.
Seit ihrer Eröffnung bis Anfang 2013 war die Station südlicher Endpunkt der Linie 4. Sie wies einen Seitenbahnsteig für die ankommenden und einen Mittelbahnsteig zwischen zwei Gleisen für die abgehenden Züge auf. Die beiden Bahnsteige wurden leicht gegeneinander versetzt angelegt. Die Nummerierung der Gleise war „1“ für das Gleis am Ankunftsbahnsteig und „2“ für das östliche Gleis am Abfahrtsbahnsteig. Das mittlere Bahnsteiggleis „Z“ war mit einer Inspektionsgrube versehen.
Südlich des U-Bahnhofs schloss sich eine doppelgleisige Wendeschleife an, deren äußeres Gleis als Abstellgleis diente. Auf dem inneren Gleis wendeten die Züge entweder durch Durchfahren der Schleife und erreichten den Abfahrtbahnsteig an dessen östlicher Bahnsteigkante, oder sie machten im Tunnel an einem Betriebsbahnsteig kehrt und fuhren nach Wechsel der Fahrtrichtung in das westliche Gleis ein.
Die Verlängerung der Linie 4 von der Porte d’Orléans bis Mairie de Montrouge ging am 23. März 2013 in Betrieb. In diesem Zusammenhang wurde die Gleisführung verändert. Die Wendeschleife wurde unterbrochen und dient seither nur noch zum Abstellen von Zügen. Der Bahnsteig in Fahrtrichtung Paris weist nur noch ein Gleis auf. Das zweite Gleis wurde aufgegeben, dort wurde ein Aufzug zum Straßenniveau eingebaut.
Die Station hat sechs Ausgänge zum Straßenraum. Bis 2011 wies sie als eine der letzten am Abfahrtsbahnsteig automatisch schließende Bahnsteigtüren auf. Seit der Eröffnung der Linie 3a der Pariser Straßenbahn im Jahr 2006, die die Métro oberirdisch kreuzt, besteht an deren gleichnamigen Haltestelle zu dieser eine Umsteigemöglichkeit.

## Fahrzeuge
Auf der Linie 4 verkehrten bis 1928 5-Wagen-Züge aus zunächst drei zweimotorigen, später zwei viermotorigen Triebwagen und Beiwagen. Sie wurden durch Sprague-Thomson-Züge abgelöst, die in den Jahren 1966/67 sukzessive durch gummibereifte 6-Wagen-Züge der Baureihe MP 59 ersetzt wurden. Seit 2011 ist auf der Linie 4 die Baureihe MP 89 CC im Einsatz. Die Umstellung auf fahrerlose Züge der Baureihen MP 89 CA, MP 05 und MP 14 hat am 12. September 2022 begonnen und soll bis Ende 2023 abgeschlossen sein.

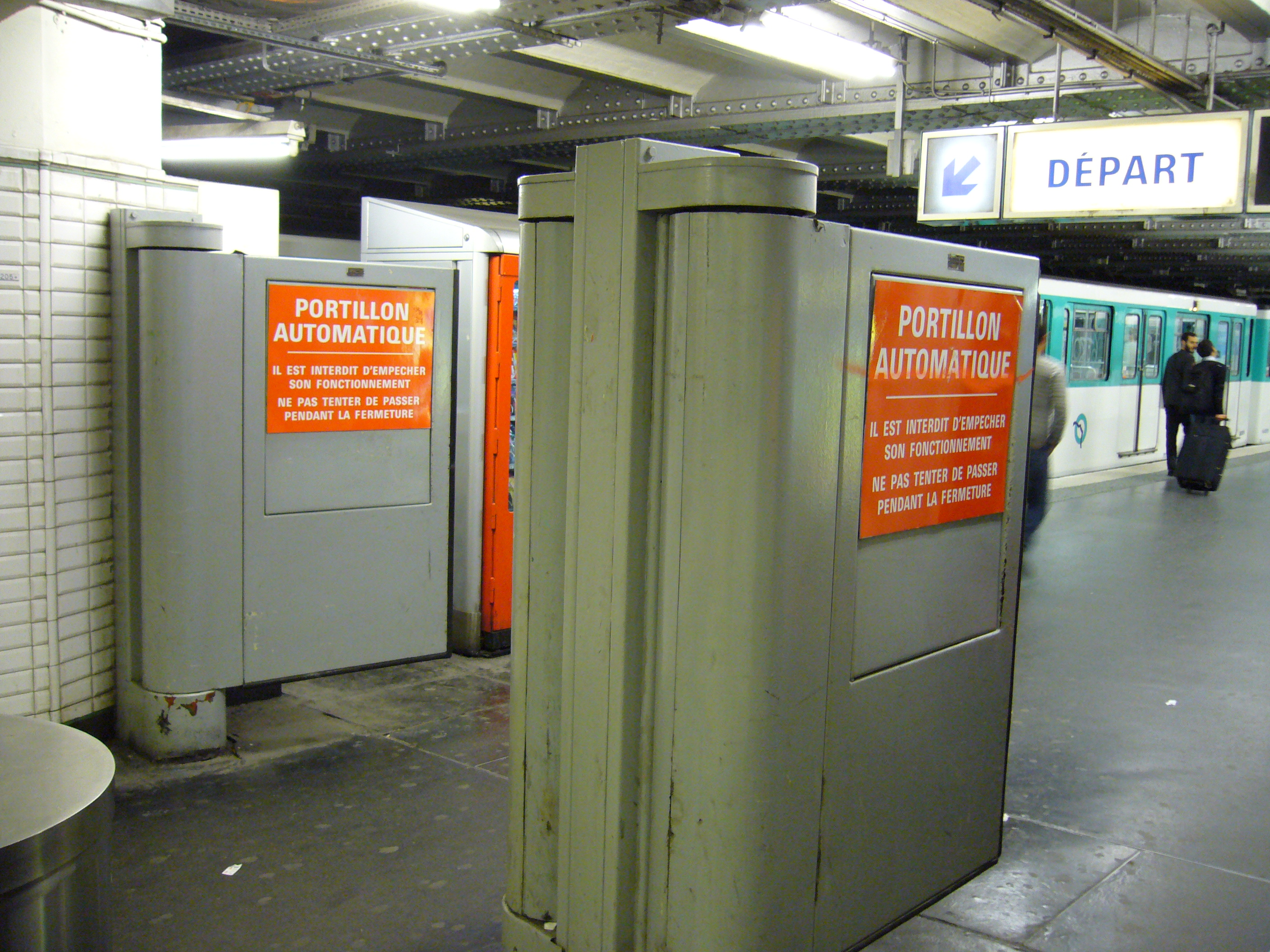
Automatisch schließende Bahnsteigtüren am Abfahrtsbahnsteig, 2008
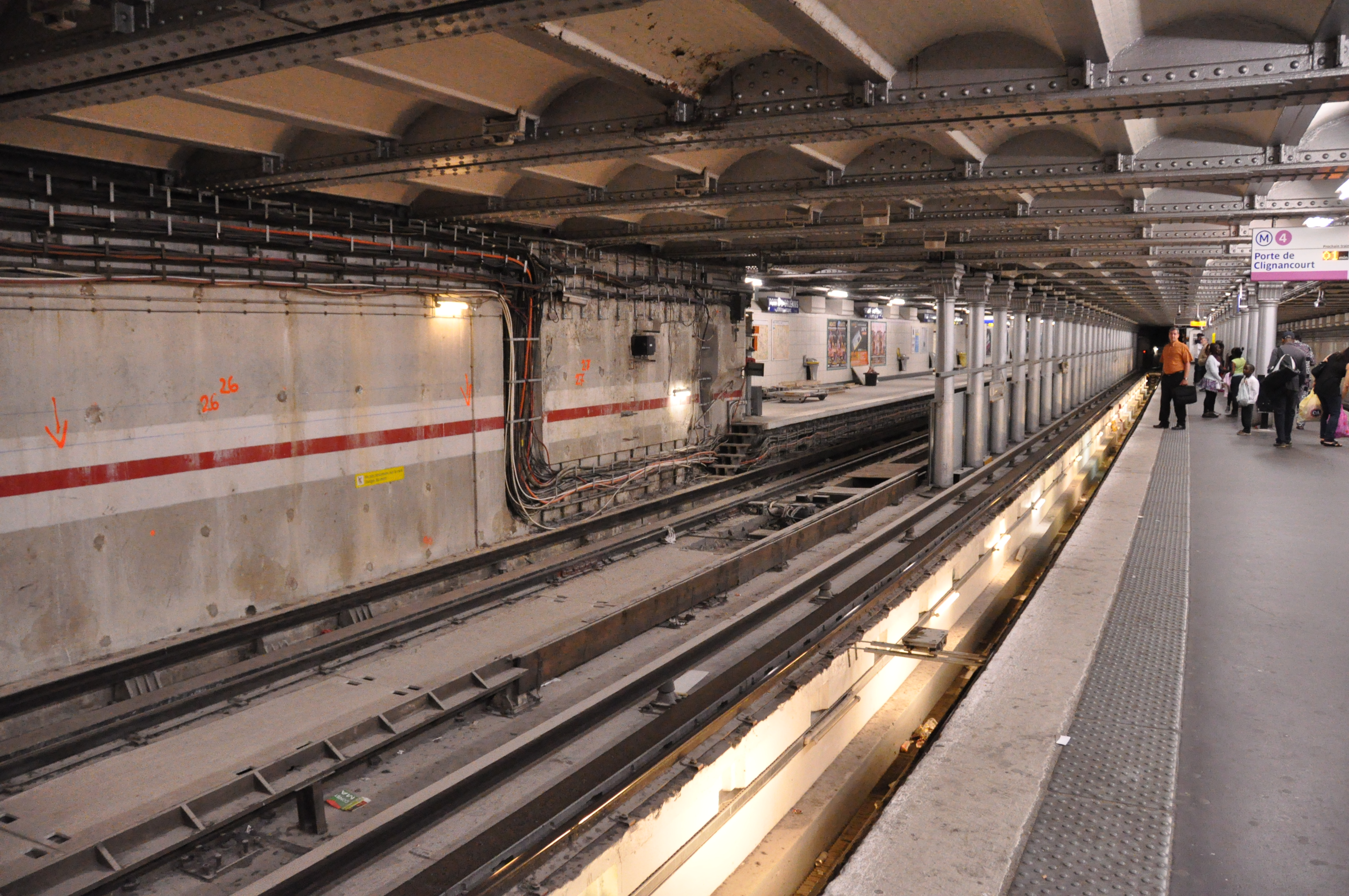
Die beiden Bahnsteige sind seitlich zueinander versetzt
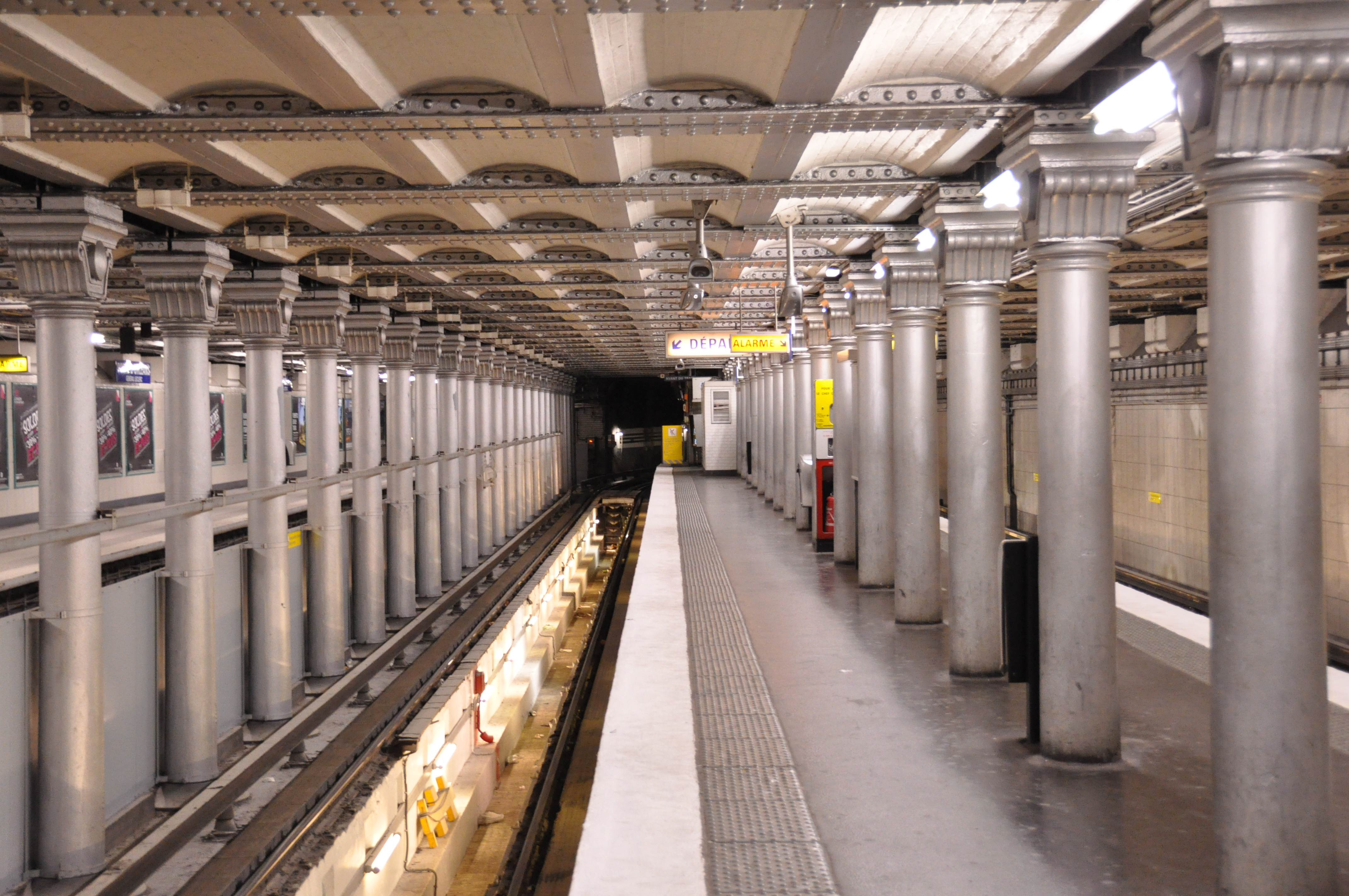
Gleis Z am Abfahrtsbahnsteig mit Inspektionsgrube
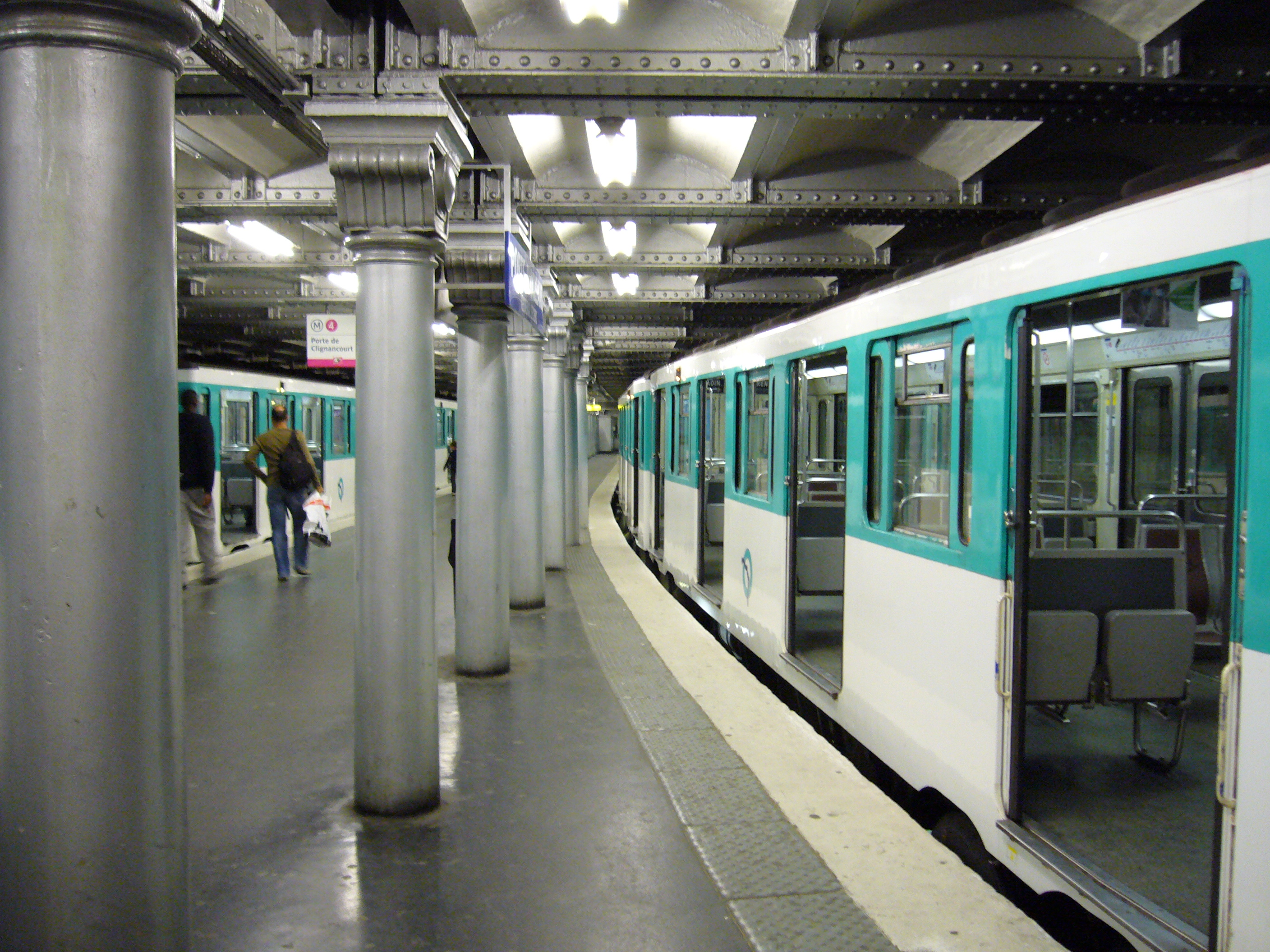
Abfahrtsbahnsteig vor dem Umbau mit zwei gummibereiften Zügen der Baureihe MP 59
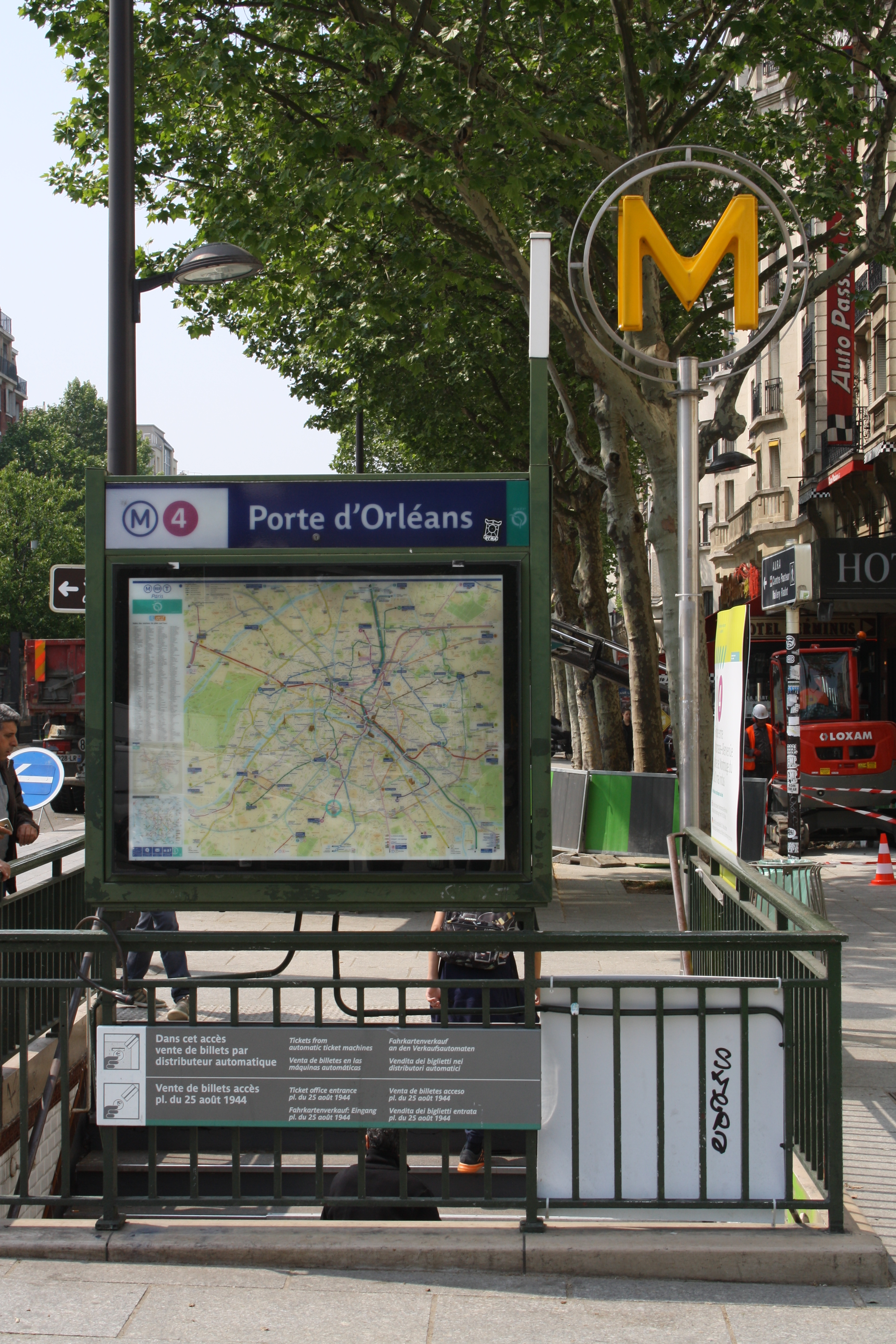
Einer der sechs Zugänge, markiert durch ein gelbes „M“ in einem Doppelkreis